# Гарбув (гміна)
Гміна Гарбув (пол. Gmina Garbów) — сільська гміна у східній Польщі. Належить до Люблінського повіту Люблінського воєводства.
Станом на 31 грудня 2011 у гміні проживало 8946 осіб.

## Площа
Згідно з даними за 2007 рік площа гміни становила 102.42 км², у тому числі:
- орні землі: 80.00%
- ліси: 15.00%

Таким чином, площа гміни становить 6.10% площі повіту.

## Населення
Станом на 31 грудня 2011:
| Опис     | Загалом | Загалом | Чоловіки | Чоловіки | Жінки | Жінки |
| -------- | ------- | ------- | -------- | -------- | ----- | ----- |
| одиниця  | осіб    | %       | осіб     | %        | осіб  | %     |
| все      | 8946    | 100     | 4367     | 48.82    | 4579  | 51.18 |
| міське   | 0       | 100     | 0        |          | 0     |       |
| сільське | 8946    | 100     | 4367     | 48.82    | 4579  | 51.18 |

## Сусідні гміни
Гміна Гарбув межує з такими гмінами: Абрамув, Ясткув, Камйонка, Маркушув, Наленчув, Немце.